# Przystałowice Małe
Przystałowice Małe – wieś w Polsce położona w województwie mazowieckim, w powiecie przysuskim, w gminie Rusinów. Ma status sołectwa.
| SIMC    | Nazwa    | Rodzaj    |
| ------- | -------- | --------- |
| 0635359 | Bierce   | część wsi |
| 0635365 | Zastawie | część wsi |

W latach 1975–1998 miejscowość administracyjnie należała do województwa radomskiego.
Wierni kościoła rzymskokatolickiego należą do parafii Najświętszego Serca Pana Jezusa w Sadach-Kolonii.